# 新金湖站
新金湖站（：／ Singeumho yeok */?）是首都圈電鐵5號線沿線的一座地下車站，位於韓國首爾特別市城東區金湖洞2街。本站的命名是為了與金湖站作區別。
本站深達地下8層（約42.12公尺），是全韓國深度第三的地鐵站，僅次於釜山地鐵3號線的萬德站與盃山站。

## 車站構造
站體為1面2線曲線式設計島式月台的地下車站，候車月台設有月台幕門，並有5處出口。

### 月台配置
| 青丘 ↑   |
| 下 上 \| |
| ↓ 杏堂   |

| 月台 | 路線             | 目的地                                       |
| ---- | ---------------- | -------------------------------------------- |
| 上行 | ●首都圈電鐵5號線 | 青丘、光化門、新吉、傍花方向                 |
| 下行 | ●首都圈電鐵5號線 | 往十里、踏十里、上一洞、河南黔丹山、馬川方向 |

## 歷史
- 1996年12月30日：落成啟用。

## 車站周邊
- 首爾金北初等學校
- 首爾金湖初等學校
- 金湖高校
- 金湖治安中心
- 金湖洞郵局
- 東山初等學校
- 大京商業高校

## 圖片

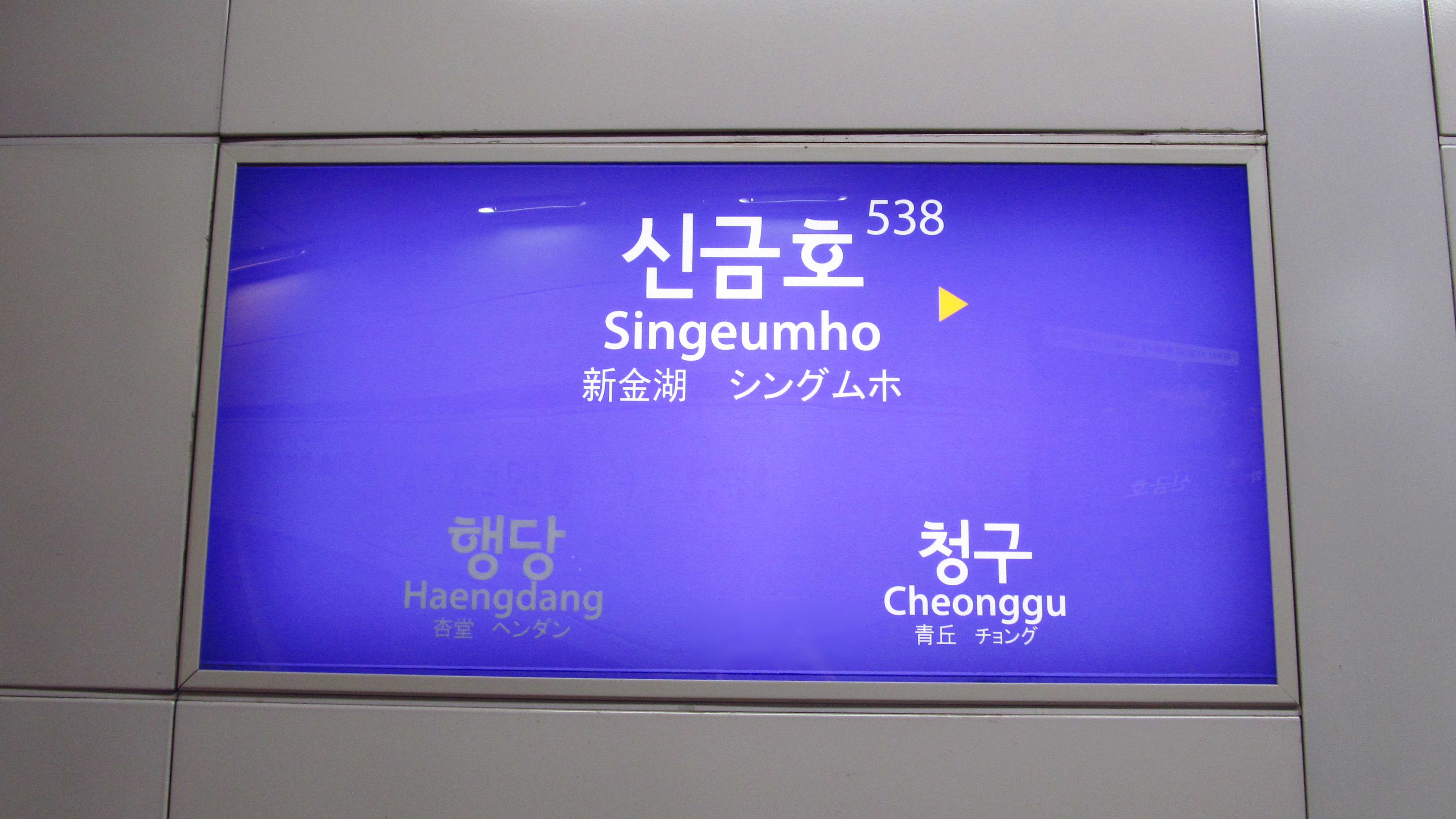
站名牌
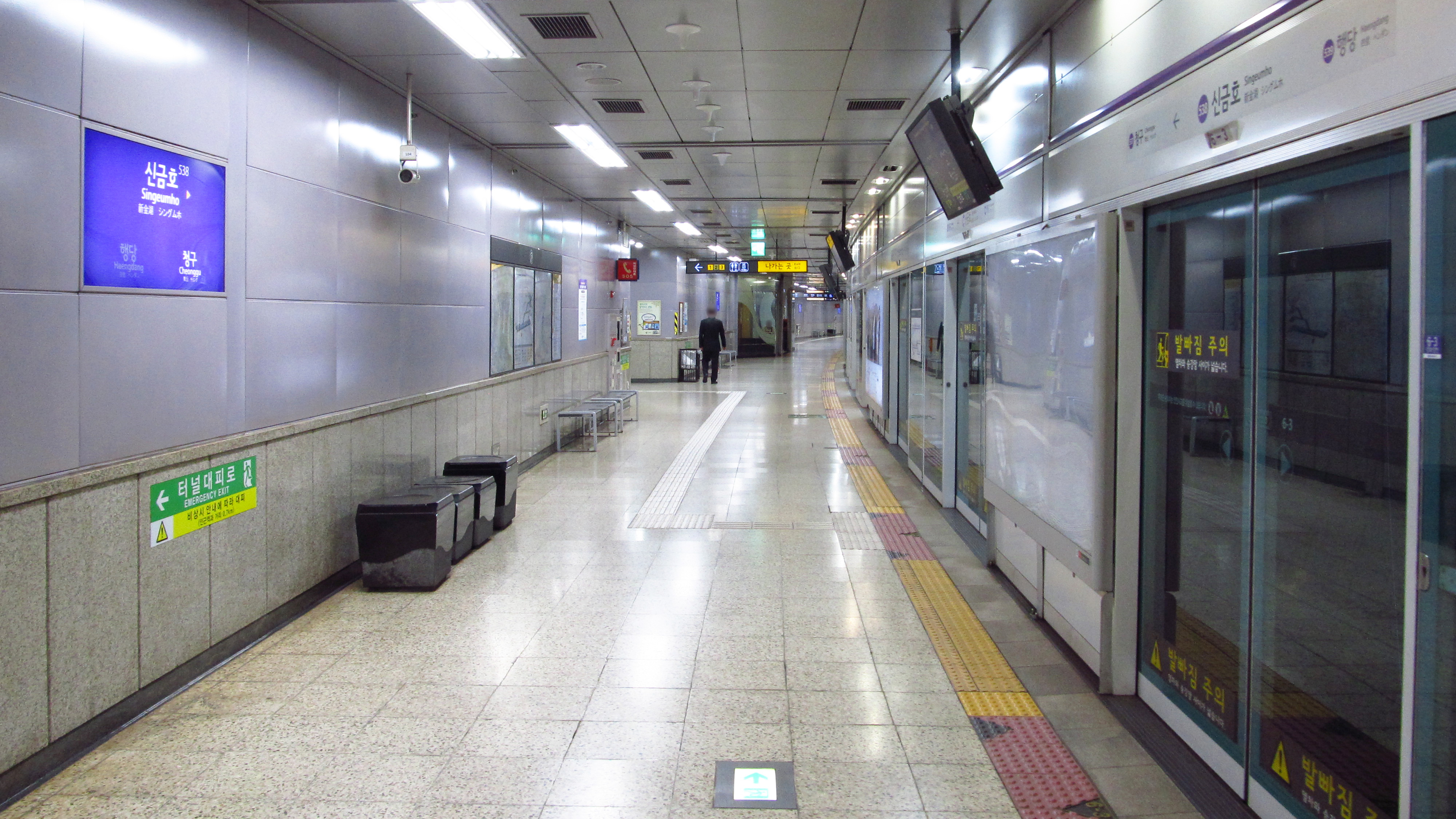
候車月台
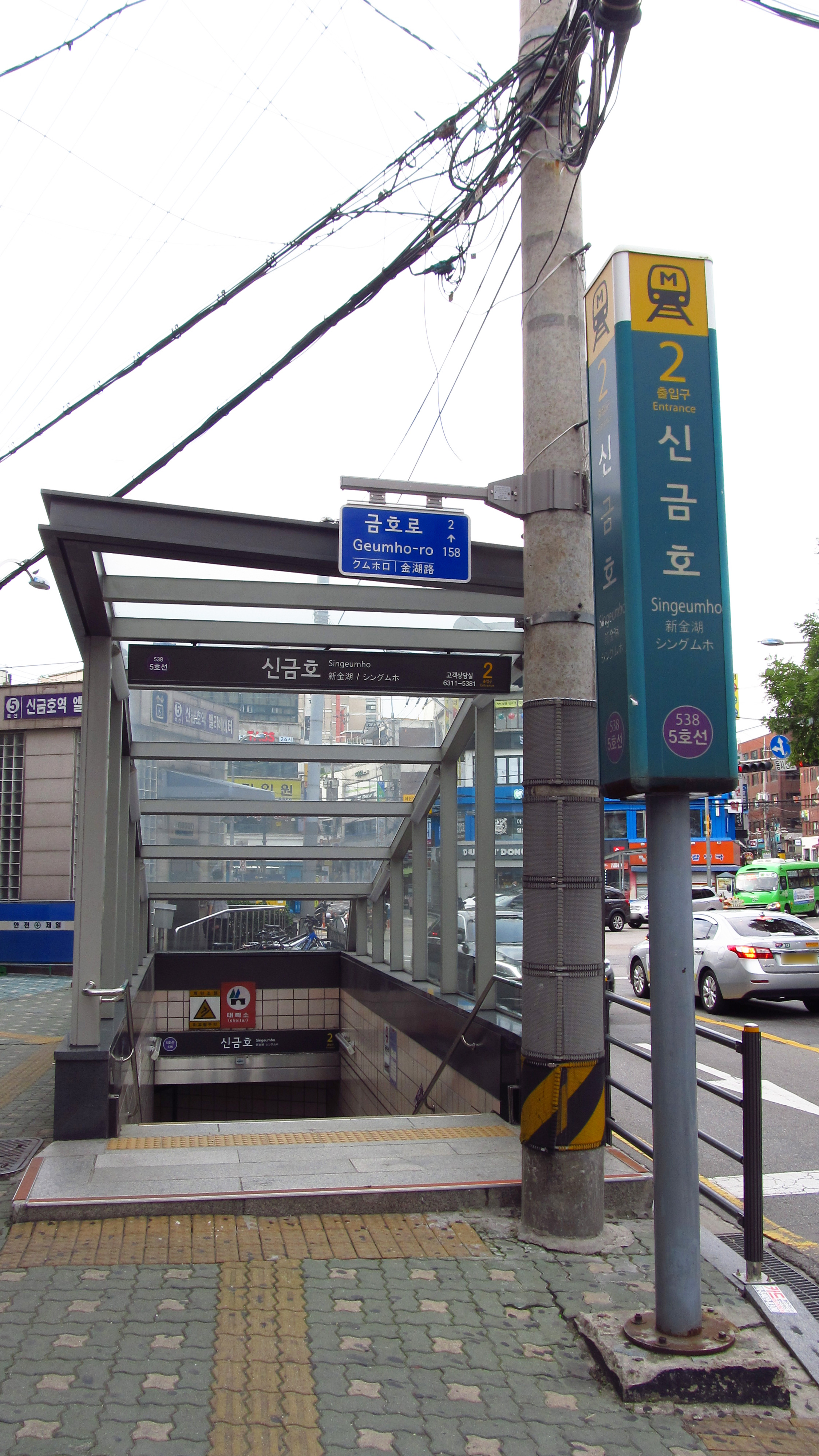
2號出口
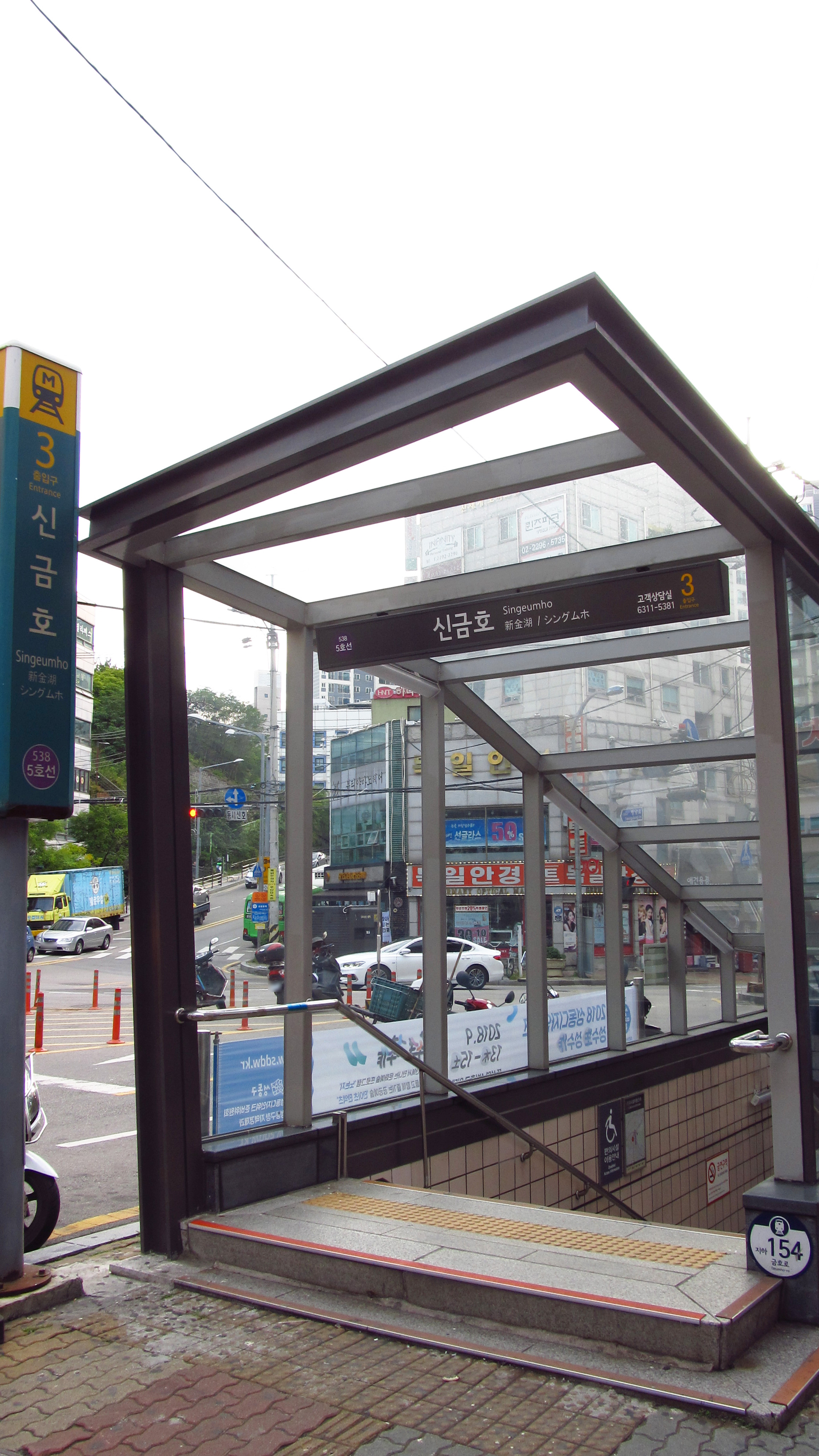
3號出口

## 相鄰車站
首爾交通公社
●首都圈電鐵5號線
青丘（537）－新金湖（538）－杏堂（539）